# Carlos Humberto Paredes
Carlos Humberto Paredes Monges (Asunción, 16 luglio 1976) è un allenatore di calcio ed ex calciatore paraguaiano, di ruolo centrocampista.

## Carriera

### Calciatore
Esordisce nella stagione 1995-1996 nella massima serie del campionato paraguaiano all'età di 19 anni. Milita nel Club Olimpia, formazione di Asunción, sua città natale. Con il club della capitale scende in campo in 79 partite siglando 6 gol in 5 anni.
Nell'estate del 2000 va in Portogallo, al Porto, dove gioca due campionati (57 presenze e 2 gol).
Nel 2002 arriva in Italia, alla Reggina. In quattro anni arriva ad essere il capitano della squadra amaranto nella sua ultima stagione (2005-2006). In quest'ultima si era messo in luce tramite un gol siglato in rovesciata al 91' della partita Reggina-Palermo (2-2) della Serie A 2005-2006, rete che dedicò con una scritta su una maglietta al suo connazionale Julio González, giocatore del L.R. Vicenza, vittima di un incidente autostradale che gli costò l'amputazione del braccio sinistro.
Nell'estate del 2006 torna nel paese lusitano, allo Sporting Lisbona, dove rimane per due anni prima di tornare in patria. Nel 2011 è riapprodato nella squadra che lo aveva lanciato, il Club Olimpia, con cui ha concluso la sua carriera nel marzo 2015.

### Nazionale
Con la Nazionale paraguaiana ha disputato tre campionati mondiali (1998, 2002 e 2006) e 2 Copa América (1999 e 2004).

### Allenatore
Una volta ritirato, Paredes viene nominato assistente tecnico dell'Olimpia, entrando a far parte della squadra di lavoro guidata dall'allenatore Francisco Arce.

## Statistiche

### Cronologia presenze e reti in nazionale
| Cronologia completa delle presenze e delle reti in nazionale ― Paraguay | Cronologia completa delle presenze e delle reti in nazionale ― Paraguay | Cronologia completa delle presenze e delle reti in nazionale ― Paraguay | Cronologia completa delle presenze e delle reti in nazionale ― Paraguay | Cronologia completa delle presenze e delle reti in nazionale ― Paraguay | Cronologia completa delle presenze e delle reti in nazionale ― Paraguay | Cronologia completa delle presenze e delle reti in nazionale ― Paraguay | Cronologia completa delle presenze e delle reti in nazionale ― Paraguay |
| Data                                                                    | Città                                                                   | In casa                                                                 | Risultato                                                               | Ospiti                                                                  | Competizione                                                            | Reti                                                                    | Note                                                                    |
| ----------------------------------------------------------------------- | ----------------------------------------------------------------------- | ----------------------------------------------------------------------- | ----------------------------------------------------------------------- | ----------------------------------------------------------------------- | ----------------------------------------------------------------------- | ----------------------------------------------------------------------- | ----------------------------------------------------------------------- |
| 29-3-1998                                                               | New Haven                                                               | Colombia                                                                | 1 – 1                                                                   | Paraguay                                                                | Amichevole                                                              | -                                                                       | Ingresso                                                                |
| 17-5-1998                                                               | Tokyo                                                                   | Giappone                                                                | 1 – 1                                                                   | Paraguay                                                                | Amichevole                                                              | -                                                                       |                                                                         |
| 21-5-1998                                                               | Kōbe                                                                    | Rep. Ceca                                                               | 1 – 0                                                                   | Paraguay                                                                | Amichevole                                                              | -                                                                       |                                                                         |
| 1-6-1998                                                                | Eindhoven                                                               | Paesi Bassi                                                             | 5 – 1                                                                   | Paraguay                                                                | Amichevole                                                              | -                                                                       | 86’                                                                     |
| 3-6-1998                                                                | Bucarest                                                                | Romania                                                                 | 3 – 2                                                                   | Paraguay                                                                | Amichevole                                                              | -                                                                       | 59’                                                                     |
| 12-6-1998                                                               | Montpellier                                                             | Paraguay                                                                | 0 – 0                                                                   | Bulgaria                                                                | Mondiali 1998 - 1º turno                                                | -                                                                       |                                                                         |
| 19-6-1998                                                               | Saint-Étienne                                                           | Paraguay                                                                | 0 – 0                                                                   | Spagna                                                                  | Mondiali 1998 - 1º turno                                                | -                                                                       | 46’                                                                     |
| 24-6-1998                                                               | Tolosa                                                                  | Nigeria                                                                 | 1 – 3                                                                   | Paraguay                                                                | Mondiali 1998 - 1º turno                                                | -                                                                       |                                                                         |
| 28-6-1998                                                               | Lens                                                                    | Francia                                                                 | 1 – 0 gg                                                                | Paraguay                                                                | Mondiali 1998 - Ottavi di finale                                        | -                                                                       | 74’                                                                     |
| 10-2-1999                                                               | Dublino                                                                 | Irlanda                                                                 | 2 – 0                                                                   | Paraguay                                                                | Amichevole                                                              | -                                                                       |                                                                         |
| 31-3-1999                                                               | Kingston                                                                | Giamaica                                                                | 3 – 0                                                                   | Paraguay                                                                | Amichevole                                                              | -                                                                       |                                                                         |
| 22-4-1999                                                               | Luque                                                                   | Paraguay                                                                | 0 – 2                                                                   | Colombia                                                                | Amichevole                                                              | -                                                                       |                                                                         |
| 17-6-1999                                                               | Ciudad del Este                                                         | Uruguay                                                                 | 3 – 2                                                                   | Paraguay                                                                | Amichevole                                                              | -                                                                       |                                                                         |
| 24-4-1999                                                               | Asunción                                                                | Paraguay                                                                | 2 – 1                                                                   | Colombia                                                                | Amichevole                                                              | -                                                                       |                                                                         |
| 2-7-1999                                                                | Asunción                                                                | Paraguay                                                                | 4 – 0                                                                   | Giappone                                                                | Coppa America 1999 - 1º turno                                           | -                                                                       | 61’                                                                     |
| 5-7-1999                                                                | Asunción                                                                | Perù                                                                    | 0 – 1                                                                   | Paraguay                                                                | Coppa America 1999 - 1º turno                                           | -                                                                       | 46’                                                                     |
| 10-7-1999                                                               | Asunción                                                                | Paraguay                                                                | 1 – 1                                                                   | Uruguay                                                                 | Coppa America 1999 - 2º turno                                           | -                                                                       |                                                                         |
| 3-11-1999                                                               | Buenos Aires                                                            | Paraguay                                                                | 0 – 0                                                                   | Bolivia                                                                 | Amichevole                                                              | -                                                                       |                                                                         |
| 17-11-1999                                                              | Maldonado                                                               | Uruguay                                                                 | 0 – 1                                                                   | Paraguay                                                                | Amichevole                                                              | -                                                                       | Ammonizione                                                             |
| 13-2-2000                                                               | Asunción                                                                | Paraguay                                                                | 1 – 1                                                                   | Ungheria                                                                | Amichevole                                                              | -                                                                       |                                                                         |
| 29-3-2000                                                               | Lima                                                                    | Perù                                                                    | 2 – 0                                                                   | Paraguay                                                                | Qual. Mondiali 2002                                                     | -                                                                       | 71’                                                                     |
| 26-4-2000                                                               | Asunción                                                                | Paraguay                                                                | 1 – 0                                                                   | Uruguay                                                                 | Qual. Mondiali 2002                                                     | -                                                                       |                                                                         |
| 3-6-2000                                                                | Asunción                                                                | Paraguay                                                                | 3 – 1                                                                   | Ecuador                                                                 | Qual. Mondiali 2002                                                     | -                                                                       |                                                                         |
| 21-6-2000                                                               | Ciudad del Este                                                         | Paraguay                                                                | 1 – 0                                                                   | Costa Rica                                                              | Amichevole                                                              | 1                                                                       | 82’                                                                     |
| 29-6-2000                                                               | Santiago del Cile                                                       | Cile                                                                    | 3 – 1                                                                   | Paraguay                                                                | Qual. Mondiali 2002                                                     | -                                                                       |                                                                         |
| 18-7-2000                                                               | Asunción                                                                | Paraguay                                                                | 2 – 1                                                                   | Brasile                                                                 | Qual. Mondiali 2002                                                     | 1                                                                       | 43’ 64’                                                                 |
| 27-7-2000                                                               | La Paz                                                                  | Bolivia                                                                 | 0 – 0                                                                   | Paraguay                                                                | Qual. Mondiali 2002                                                     | -                                                                       | 41’ 65’                                                                 |
| 2-9-2000                                                                | Asunción                                                                | Paraguay                                                                | 3 – 0                                                                   | Venezuela                                                               | Qual. Mondiali 2002                                                     | 1                                                                       |                                                                         |
| 7-10-2000                                                               | Bogotà                                                                  | Colombia                                                                | 0 – 2                                                                   | Paraguay                                                                | Qual. Mondiali 2002                                                     | -                                                                       |                                                                         |
| 15-11-2000                                                              | Asunción                                                                | Paraguay                                                                | 5 – 1                                                                   | Perù                                                                    | Qual. Mondiali 2002                                                     | 1                                                                       | 45’                                                                     |
| 28-3-2001                                                               | Montevideo                                                              | Uruguay                                                                 | 0 – 1                                                                   | Paraguay                                                                | Qual. Mondiali 2002                                                     | -                                                                       |                                                                         |
| 24-4-2001                                                               | Quito                                                                   | Ecuador                                                                 | 2 – 1                                                                   | Paraguay                                                                | Qual. Mondiali 2002                                                     | -                                                                       |                                                                         |
| 2-6-2001                                                                | Asunción                                                                | Paraguay                                                                | 1 – 0                                                                   | Cile                                                                    | Qual. Mondiali 2002                                                     | 1                                                                       |                                                                         |
| 15-8-2001                                                               | Porto Alegre                                                            | Brasile                                                                 | 2 – 0                                                                   | Paraguay                                                                | Qual. Mondiali 2002                                                     | -                                                                       |                                                                         |
| 5-9-2001                                                                | Asunción                                                                | Paraguay                                                                | 5 – 1                                                                   | Bolivia                                                                 | Qual. Mondiali 2002                                                     | 1                                                                       | 45’ 57’                                                                 |
| 8-11-2001                                                               | San Cristóbal                                                           | Venezuela                                                               | 3 – 1                                                                   | Paraguay                                                                | Qual. Mondiali 2002                                                     | -                                                                       |                                                                         |
| 14-11-2001                                                              | Asunción                                                                | Paraguay                                                                | 0 – 4                                                                   | Colombia                                                                | Qual. Mondiali 2002                                                     | -                                                                       |                                                                         |
| 13-2-2002                                                               | Asunción                                                                | Paraguay                                                                | 2 – 2                                                                   | Ecuador                                                                 | Amichevole                                                              | -                                                                       |                                                                         |
| 26-3-2002                                                               | Londra                                                                  | Nigeria                                                                 | 1 – 1                                                                   | Paraguay                                                                | Amichevole                                                              | -                                                                       |                                                                         |
| 17-4-2002                                                               | Birmingham                                                              | Inghilterra                                                             | 4 – 0                                                                   | Paraguay                                                                | Amichevole                                                              | -                                                                       |                                                                         |
| 17-5-2002                                                               | Stoccolma                                                               | Svezia                                                                  | 1 – 2                                                                   | Paraguay                                                                | Amichevole                                                              | 1                                                                       |                                                                         |
| 7-6-2002                                                                | Jeonju                                                                  | Spagna                                                                  | 3 – 1                                                                   | Paraguay                                                                | Mondiali 2002 - 1º turno                                                | -                                                                       |                                                                         |
| 12-6-2002                                                               | Seogwipo                                                                | Slovenia                                                                | 1 – 3                                                                   | Paraguay                                                                | Mondiali 2002 - 1º turno                                                | -                                                                       | 4’, 22’                                                                 |
| 21-8-2002                                                               | Fortaleza                                                               | Brasile                                                                 | 0 – 1                                                                   | Paraguay                                                                | Amichevole                                                              | -                                                                       |                                                                         |
| 16-10-2002                                                              | Logroño                                                                 | Spagna                                                                  | 0 – 0                                                                   | Paraguay                                                                | Amichevole                                                              | -                                                                       |                                                                         |
| 30-4-2003                                                               | Lima                                                                    | Perù                                                                    | 0 – 1                                                                   | Paraguay                                                                | Amichevole                                                              | -                                                                       |                                                                         |
| 20-8-2003                                                               | Panama                                                                  | Panama                                                                  | 1 – 2                                                                   | Paraguay                                                                | Amichevole                                                              | -                                                                       | 60’                                                                     |
| 6-9-2003                                                                | Lima                                                                    | Perù                                                                    | 4 – 1                                                                   | Paraguay                                                                | Qual. Mondiali 2006                                                     | -                                                                       |                                                                         |
| 10-9-2003                                                               | Asunción                                                                | Paraguay                                                                | 4 – 1                                                                   | Uruguay                                                                 | Qual. Mondiali 2006                                                     | 1                                                                       |                                                                         |
| 15-11-2003                                                              | Asunción                                                                | Paraguay                                                                | 2 – 1                                                                   | Ecuador                                                                 | Qual. Mondiali 2006                                                     | -                                                                       |                                                                         |
| 18-11-2003                                                              | Santiago del Cile                                                       | Cile                                                                    | 0 – 1                                                                   | Paraguay                                                                | Qual. Mondiali 2006                                                     | 1                                                                       | 90’                                                                     |
| 31-3-2004                                                               | Asunción                                                                | Paraguay                                                                | 0 – 0                                                                   | Brasile                                                                 | Qual. Mondiali 2006                                                     | -                                                                       | 41’                                                                     |
| 8-7-2004                                                                | Arequipa                                                                | Costa Rica                                                              | 0 – 1                                                                   | Paraguay                                                                | Coppa America 2004 - 1º turno                                           | -                                                                       | 42’                                                                     |
| 11-7-2004                                                               | Arequipa                                                                | Cile                                                                    | 1 – 1                                                                   | Paraguay                                                                | Coppa America 2004 - 1º turno                                           | -                                                                       |                                                                         |
| 14-7-2004                                                               | Arequipa                                                                | Brasile                                                                 | 1 – 2                                                                   | Paraguay                                                                | Coppa America 2004 - 1º turno                                           | -                                                                       |                                                                         |
| 18-7-2004                                                               | Tacna                                                                   | Paraguay                                                                | 1 – 3                                                                   | Uruguay                                                                 | Coppa America 2004 - Quarti di finale                                   | -                                                                       |                                                                         |
| 5-9-2004                                                                | Asunción                                                                | Paraguay                                                                | 1 – 0                                                                   | Venezuela                                                               | Qual. Mondiali 2006                                                     | -                                                                       |                                                                         |
| 9-10-2004                                                               | Barranquilla                                                            | Colombia                                                                | 1 – 1                                                                   | Paraguay                                                                | Qual. Mondiali 2006                                                     | -                                                                       | 60’                                                                     |
| 13-10-2004                                                              | Asunción                                                                | Paraguay                                                                | 1 – 1                                                                   | Perù                                                                    | Qual. Mondiali 2006                                                     | 1                                                                       |                                                                         |
| 16-11-2004                                                              | Montevideo                                                              | Uruguay                                                                 | 1 – 0                                                                   | Paraguay                                                                | Qual. Mondiali 2006                                                     | -                                                                       | 16’                                                                     |
| 30-3-2005                                                               | Montevideo                                                              | Paraguay                                                                | 2 – 1                                                                   | Cile                                                                    | Qual. Mondiali 2006                                                     | -                                                                       | 82’                                                                     |
| 5-6-2005                                                                | Porto Alegre                                                            | Brasile                                                                 | 4 – 1                                                                   | Paraguay                                                                | Qual. Mondiali 2006                                                     | -                                                                       | Ammonizione                                                             |
| 8-6-2005                                                                | Asunción                                                                | Paraguay                                                                | 4 – 1                                                                   | Bolivia                                                                 | Qual. Mondiali 2006                                                     | -                                                                       |                                                                         |
| 17-8-2005                                                               | Ciudad del Este                                                         | Paraguay                                                                | 3 – 0                                                                   | El Salvador                                                             | Amichevole                                                              | -                                                                       |                                                                         |
| 3-9-2005                                                                | Asunción                                                                | Paraguay                                                                | 0 – 0                                                                   | Argentina                                                               | Qual. Mondiali 2006                                                     | -                                                                       |                                                                         |
| 1-3-2006                                                                | Cardiff                                                                 | Galles                                                                  | 0 – 0                                                                   | Paraguay                                                                | Amichevole                                                              | -                                                                       |                                                                         |
| 27-5-2006                                                               | Aarhus                                                                  | Danimarca                                                               | 1 – 1                                                                   | Paraguay                                                                | Amichevole                                                              | -                                                                       | 57’                                                                     |
| 31-5-2006                                                               | Dornbirn                                                                | Paraguay                                                                | 1 – 0                                                                   | Georgia                                                                 | Amichevole                                                              | -                                                                       |                                                                         |
| 10-6-2006                                                               | Francoforte sul Meno                                                    | Inghilterra                                                             | 1 – 0                                                                   | Paraguay                                                                | Mondiali 2006 - 1º turno                                                | -                                                                       |                                                                         |
| 15-6-2006                                                               | Berlino                                                                 | Svezia                                                                  | 1 – 0                                                                   | Paraguay                                                                | Mondiali 2006 - 1º turno                                                | -                                                                       | 74’                                                                     |
| 20-6-2006                                                               | Kaiserslautern                                                          | Paraguay                                                                | 2 – 0                                                                   | Trinidad e Tobago                                                       | Mondiali 2006 - 1º turno                                                | -                                                                       | 30’                                                                     |
| 25-3-2007                                                               | Monterrey                                                               | Messico                                                                 | 2 – 1                                                                   | Paraguay                                                                | Amichevole                                                              | -                                                                       | 71’                                                                     |
| 22-5-2008                                                               | Yokohama                                                                | Costa d'Avorio                                                          | 1 – 1                                                                   | Paraguay                                                                | Amichevole                                                              | -                                                                       | 74’                                                                     |
| 31-5-2008                                                               | Tolosa                                                                  | Francia                                                                 | 0 – 0                                                                   | Paraguay                                                                | Amichevole                                                              | -                                                                       | 89’                                                                     |
| Totale                                                                  |                                                                         | Presenze                                                                | 74                                                                      |                                                                         | Reti                                                                    | 10                                                                      |                                                                         |

## Palmarès

### Club

#### Competizioni nazionali
- Campionato paraguaiano: 5

Olimpia: 1995, 1997, 1998, 1999, 2000
- Coppa del Portogallo: 1

Porto: 2000-2001
- Supercoppa di Portogallo: 1

Porto: 2001